# أبتشوئية
أبتشوئية هي قرية في مقاطعة أصفهان، إيران. عدد سكان هذه القرية هو 60 في سنة 2006.